# Ludmiła Jegorowa
Ludmiła Borisowna Jegorowa, po mężu Siniewa (ros. Людмила Борисовна Егорова (Синева), ur. 24 lutego 1931 w Łomonosowie, zm. 21 maja 2009 w Kaliningradzie) – radziecka gimnastyczka. Dwukrotna medalistka olimpijska z Melbourne.
Zawody w 1956 były jej jedynymi igrzyskami olimpijskimi. Oba medale zdobyła w rywalizacji drużynowej. Wspólnie z koleżankami była najlepsza w drużynowym wieloboju oraz trzecia w ćwiczeniach z przyborem. Była medalistką mistrzostw ZSRR, mistrzynią w skokach akrobatycznych.